# Сычуаньская парча

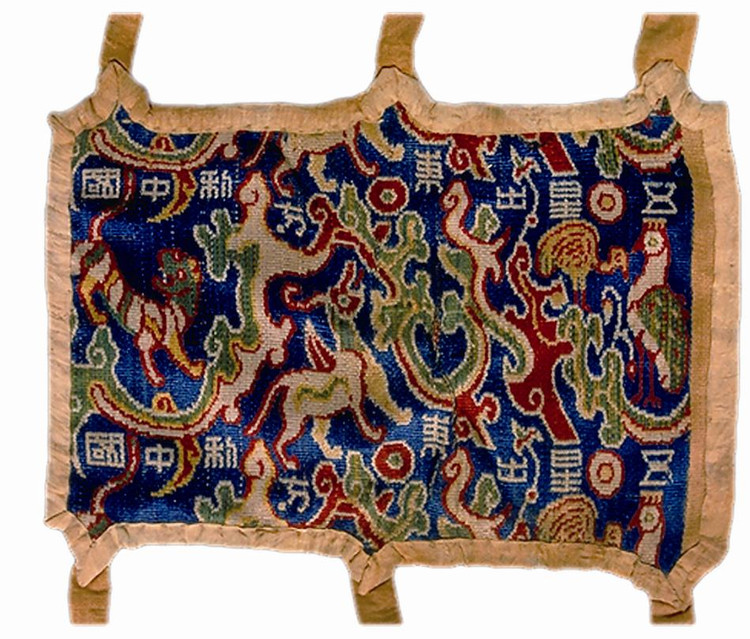
«Пять звезд восходящих на Востоке», нарукавная повязка из сычуаньской парчи III века, обнаруженная в руинах Нии, Китайский Туркестан.

Сычуаньская парча (кит. трад. 蜀錦, упр. 蜀锦, пиньинь shǔjǐn, палл. шуцзинь) происходит из провинции Сычуань КНР и вместе с сунцзинь из города Сучжоу провинции Цзянсу и юньцзинь из Нанкина представляет «три уровня совершенства китайской парчи». Объект нематериального культурного наследия Китая.
Также известен вариант перевода — сычуаньский узорный шёлк.

## Описание

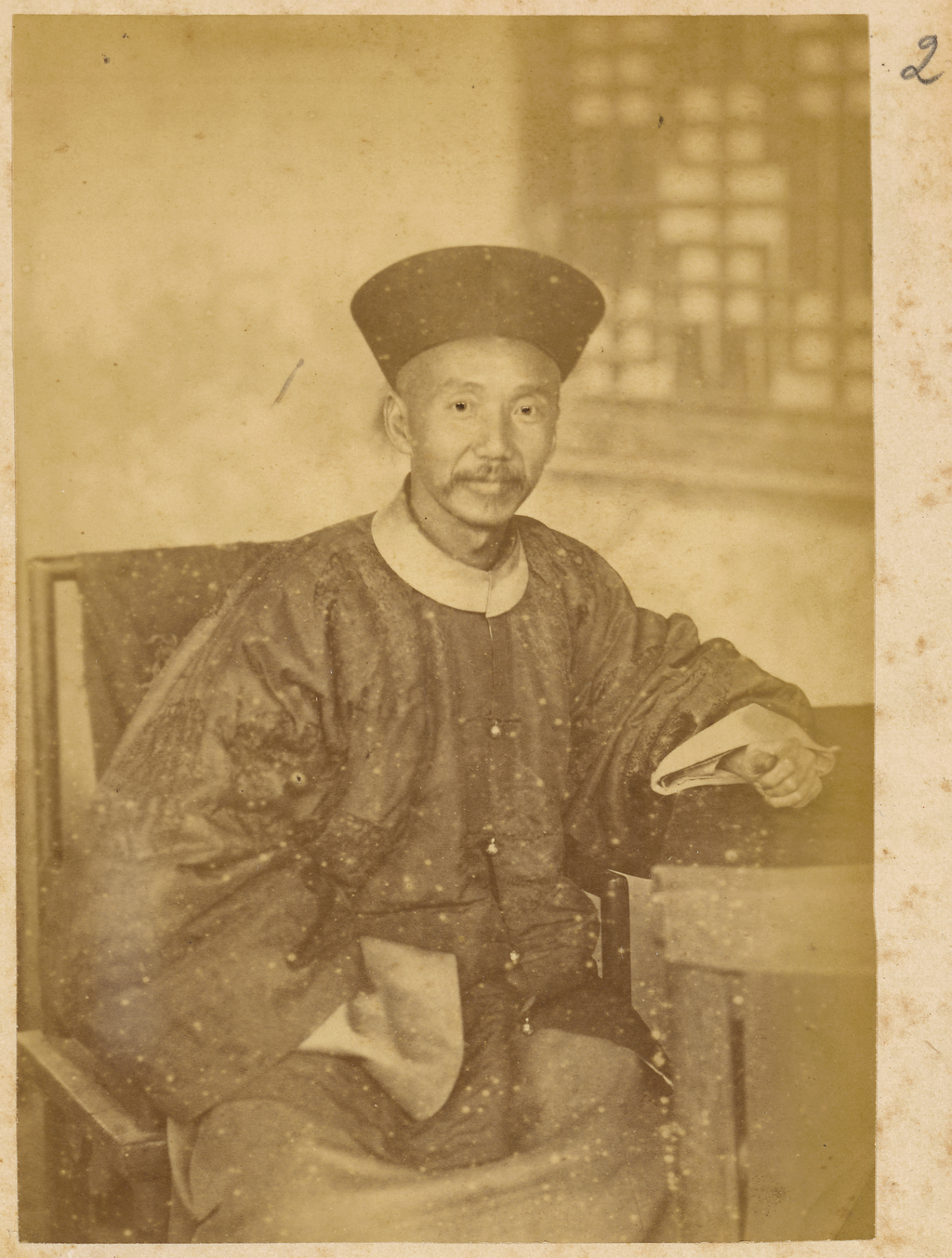
Мужчина в халате из сычуаньской парчи

Сычуаньская парча создаётся из шёлка и отличается яркой окраской с преобладанием красного цвета.
В разные времена узоры шуцзинь бывали разные: в геометрический орнамент могли включаться растения, цветы, плоды, животные, пейзажи, другие изображения. Благодаря тому, что во времена династии Юань шла активная торговля с Западом, на сычуаньский узорный шёлк попадали также характерные для европейского искусства изображения: грифоны, орлы, львы, слоны и т. п.
В Японии узоры шуцзинь используются для оформления местной керамики.

## История
По мнению некоторых историков, шелководство и шелкопрядение по берегам реки Миньцзян было распространено как минимум за тысячу лет до нашей эры. Парча в Чэнду производилась в больших количествах уже во времена династии Хань, когда императорский двор отметил важность шёлка и назначил специального чиновника, который занимался парчой. В это время одежда из узорного шёлка становится атрибутом аристократии. В эпоху Троецарствия главный министр царства Шу Чжугэ Лян отметил, что парча может быть не только важным товаром, но и источником финансирования армии, что дало особый стимул развития производства шуцзинь, которая получила своё название по имени государства Шу.

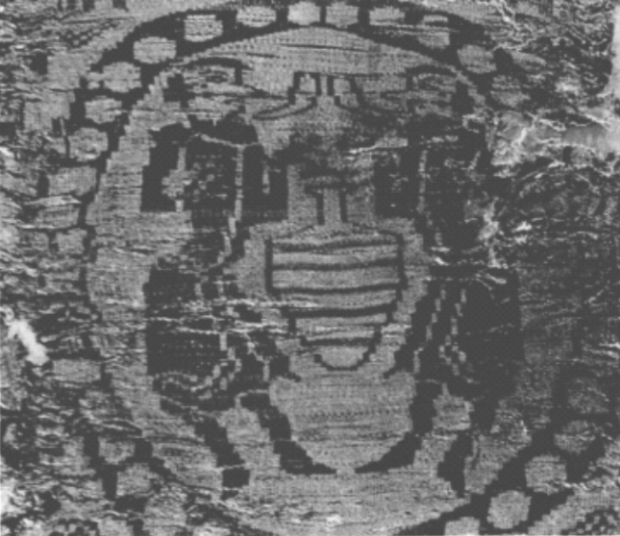
Сычуаньская парча династии Тан со сценой питья с участием двух византийцев или выходцев из Центральной Азии, окружённых кругом связанных бусин, обнаружена на кладбище Астана в Турфане, Китайский Туркестан.

Новые технологические решения при производстве парчи в дальнейшем были найдены во времена династии Тан, когда шуцзинь начала экспортироваться в Персию и Японию. Во времена Северной Сун был открыт специализированный институт для исследования парчи, эпохи Юань и Мин подарили шуцзинь новые разновидности.
Сычуаньская парча была важным товаром на Великом шёлковом пути, а её значение было так велико, что во время войны королевства Наньчжао с империей Тан, когда первые захватили Чэнду, то, помимо золота и серебра, они захватили также нескольких специалистов по производству парчи.
После Опиумных войн появление в Китае западных текстильных технологий и товаров привело к постепенному упадку традиционных китайских производств ткани к началу XX века. Однако после создания КНР многие рабочие оказались нетрудоустроенными, и в сентябре 1951 года они решили создать кооператив по выпуску сычуаньской парчи. Постепенно на его базе было восстановлено производство. В 2002 году на месте фабрики открылся Музей парчи и вышивки шу (кит. 成都蜀织锦博物馆), а производство переместилось на ремесленный завод (кит. 成都市蜀锦工艺品厂).
5 июня 2007 года шуцзинь была включена в первый список из 226 объектов нематериального культурного наследия Китая.
28 сентября 2009 года на четвёртой сессии Межправительственного комитета ЮНЕСКО по сохранению нематериального культурного наследия в Абу-Даби шелководство и шелкопрядение в Китае, частью которого является изготовление сычуаньской парчи, было внесено в Репрезентативный список нематериального культурного наследия человечества.
Шуцзинь вместе с сунцзинь из города Сучжоу провинции Цзянсу и юньцзинь из Нанкина называют «тремя уровнями совершенства китайской парчи» или также — «три знаменитых парчи» (кит. 三大名锦).